# 甘利信康
甘利 信康（あまり のぶやす）は、戦国時代から安土桃山時代にかけての武将。甲斐武田氏の家臣。長篠の戦いで敗死した。

## 略歴
甘利虎泰の子として誕生。
晴信（信玄）・勝頼2代に仕えた。永禄10年（1567年）3月6日には真田幸綱（幸隆）が白井上杉氏の拠点上野国白井城を攻略しており、これが初見とされる。同年8月7日の下之郷起請文では、城景代、今井昌茂、玉虫定茂、六嶋守勝と連名で「庭谷衆」として吉田信生、浅利信種に起請文を提出している。永禄末年の武田信玄陣立書では信玄本陣を守る鉄砲衆として記載されている。
永禄10年（1567年）に兄・信忠（昌忠）が死去しており、信忠の子・信頼が幼少であったため名代を務めていたとも考えられている。元亀3年(1572年)の三方ヶ原の戦いで参戦したといわれている。『甲斐国志』では信康を信忠の子弟とし、天正3年（1575年）5月21日の長篠の戦いで戦死したとしている。『甲陽軍鑑』では長篠合戦における左翼の山県昌景隊に「あまり衆」が属していたと記しており、これは信頼を指していると考えられている。『信長公記』では長篠合戦の戦死者として「甘利藤三」を記載している。『宣教卿記』でも長篠戦死者に「あまり」を記している。
丸山彭『長篠合戦余話』に収録された地元の伝承によると、信康は柳田前激戦地を担当していた。武田軍が敗れ撤退を始めると、信康は織田・徳川方の防御陣地づくりに協力した柳田地区の住民を呪いつつ、庄屋の屋敷門扉に寄りかかり、立ったまま切腹したという。